# Postmarxism
Postmarxism är en paraplyterm för tänkare och rörelser som på olika sätt omformulerat marxismen och västerländsk marxism. En del av dessa har inspirerats av poststrukturalism, postmodernism, feminism och postkolonial teori. Postmarxister har gemensamt att vara kritiska till auktoritarism, metanarrativ, att framställa Marx som en "profet", att ställa individen under systemet, historisk materialism, ekonomism, historisk determinism, antihumanism och klassreduktionism.
Post-marxister förespråkar pluralism, olikhet, skepticism mot auktoriteter, politisk spontanitet och är i regel positiva till moderna proteströrelser som HBTQ-rörelsen, feministrörelsen och miljörörelsen. Termen kan även löst avse personer som tidigare varit marxister men som av diverse skäl tagit avstånd från marxismen. Skillnaden mellan dessa två definitioner kan uttryckas som en skillnad mellan postmarxism respektive postmarxism.
Postmarxism har enligt Richard Howson varit inflytelserik inom samhällsvetenskap, utvecklingssociologi, religionsvetenskap, afrikanska litteraturstudier, genusvetenskap, kulturvetenskap med flera vetenskapliga fält.

## Historia
I boken Post-marxism: An Intellectual History spårar Stuart Sim postmarxismens idéhistoria till olika marxistiska tänkare och strömningar som uttryckt kritik mot ortodox och klassisk marxism. Bland de tänkare och rörelser som Sim menar utgör föregångare till postmarxismen finns Rosa Luxemburg, Georg Lukács, västerländsk marxism (inklusive Frankfurtskolan), Jean-Paul Sartre, Louis Althusser, Barry Hindess, Paul Hirst, Nicos Poulantzas, Rudolf Bahro och Jürgen Habermas.

### Laclau och Mouffe
Två av de mest inflytelserika och tidiga postmarxisterna är Ernesto Laclau och Chantal Mouffe, som tillsammans skrev Hegemony and Socialist Strategy år 1985. Laclau och Mouffe syftade till att transcendera marxismen med inspiration från poststrukturalism, postmodernism, Rosa Luxemburg, Antonio Gramsci, Louis Althusser, Jacques Derrida, Martin Heidegger och Ludwig Wittgenstein.
Laclau och Mouffe menar att en "demokratisk revolution" pågått sedan franska revolutionen, som medfört en diskurs centrerad kring rättigheter. Kapitalismens expansion har dock enligt Laclau och Mouffe lett till att människors rättigheter inskränkts och att nya former av ojämlikhet, utnyttjande, förtryck och dominans uppstått. Detta har i sin tur enligt Laclau och Mouffe lett till en rad olika "proteströrelser" (såsom HBTQ-rörelsen, feministrörelsen, miljörörelsen och antirasiströrelsen) uppstått, som varit emot olika former av ojämlikhet, utnyttjande och förtryck. Enligt Laclau och Mouffe kan dock inte dessa proteströrelser enas genom att utmåla kapitalismen som en gemensam fiende, då ett sådant enande enligt Laclau och Mouffe ignorerar komplexiteten i den sociala sfären och proteströrelserna. I poststrukturalistisk anda menar Laclau och Mouffe att inga identiteter är fixerade, vilket medför att proteströrelserna i sig själva samt de personer som deltar i dem inte kan reduceras till en grupp gemensamma värderingar eller målsättningar. Vidare menar Laclau och Mouffe att komplexiteten i den sociala sfären leder till att det alltid kommer uppstå nya politiska konflikter och proteströrelser; något Laclau och Mouffe betraktar som positivt då det enligt dem kontrar auktoritarianism och totalitarism. Det Laclau och Mouffe förespråkar är en "radikal demokratisk politik" där "radikal" syftar till att personer och rörelser inte kan reduceras till någon enhetlig princip (såsom klass) och "demokratisk" syftar till egalitarism. Förutsättningar för detta är enligt Laclau och Mouffe en "libertariansk" vägran till dominering samt "godvilja". Godvilja innefattar att olika sociala grupper/proteströrelser tolererar varandra trots skilda åsikter i sakfrågor. Laclau och Mouffes idé om en "radikal demokratisk politik" innefattar således en form av pluralism, som enligt Laclau och Mouffe utgör det enda hållbara alternativet till auktoritarianism och totalitarism.

## Kritik
Laclau och Mouffe har av David Forgacs, Stanley Aronwitz och Ellen Meiksins Wood fått kritik för att avbetona arbetarklassens politiska betydelse. Forgacs menar att Laclaus och Mouffes vision skulle innebära anarki om deras teori förverkligades, medan Aronwitz menar att Laclau och Mouffes teori är alldeles för abstrakt för att kunna förverkligas. Norman Geras menar i sin tur att Laclau och Mouffe inte är socialister eller marxister, utan snarare "ex-marxister" eller "anti-marxister". Vidare anser Geras att Laclaus och Mouffes redogörelse av marxismens historia är inkorrekt, och konstruerad på ett sådant sätt att pluralism framstår som det enda alternativet för marxismens fortsatta relevans. Geras menar att om än att marxismen har problem, är inte lösningen att överge marxismen, som han menar att Laclau och Mouffe gjort.
Richard D. Wolff och Stephen Cullenberg menar att postmarxister misslyckats med att tydliggöra vilka former av marxism de är "post-" gentemot. Enligt Wolff och Cullenberg finns det inte endast en marxistisk teori, utan en mångfald av ömsesidigt oförenliga marxistiska teorier; något Wolff och Cullenberg anser att postmarxister ignorerat när de utnämnt sig till "postmarxister".